# Érosion par subduction
L'érosion tectonique ou érosion par subduction est la perte de croûte d'une plaque tectonique dominante en raison de la subduction. Il en existe deux types : l'érosion frontale à la marge externe d'une plaque et l'érosion basale sous sa face interne de la croûte. L'érosion basale amincit la plaque dominante.
Quand un bloc crustal est usé au niveau de la marge externe par l’érosion tectonique frontale, il peut se produire un effet domino sur la tectonique de la croûte supérieure, provoquant la faille et l’inclinaison des blocs restants pour « combler le vide » laissé par le bloc consommé. On pense que l'érosion par subduction est renforcée par des taux de convergence élevés et un faible apport de sédiments dans la fosse océanique. 
Avant le Néoprotérozoïque, il est supposé que les taux d'érosion par subduction étaient plus élevés en raison de taux de convergence accrus. Cette hypothèse semble étayée par la rareté du schiste bleu à cette époque. Cependant, il se pourrait que la raison en soit toute autre : la composition différente de la croûte océanique ancienne, plus riche en magnésium, aurait favorisé la formation de schistes verts plutôt que de schistes bleus. 
Les caractéristiques et processus suivants associés à l'érosion par subduction sont :
- Tectonique extensionnelle : l'érosion tectonique est considérée comme un phénomène répandu dans le nord du Chili, les failles normales autour de la Péninsule de Mejillones étant attribuées à un effet domino extensionnel provoqué par la consommation d'un bloc lithosphérique[2].
- Subsidence et transgression régionales : il a été suggéré que la transgression du Miocène du sud du Chili aurait été causée par l'érosion tectonique basale[4]. L'érosion par subduction n'explique pas la transgression du Miocène plus à l'intérieur des terres de la Patagonie[5].
- Migration de la ceinture magmatique : parallèlement à l' orogenèse andine, on pense que la migration vers l'est des ceintures magmatiques du Chili à partir du Crétacé supérieur est causée par l'érosion par subduction[6].